# Ross (Fahrzeughersteller)
Ross war ein US-amerikanischer Hersteller von Automobilen.

## Unternehmensgeschichte
Louis S. Ross stammte aus Newtonville, das heute zu Newton in Massachusetts gehört. Zumindest zwischen 1903 und 1906 war er Automobilrennfahrer. 1903 kaufte er einen Wagen von der Watch City Automobile Company. 1906 begann er mit der Produktion von Automobilen. Der Markenname lautete Ross. 1909 endete die Produktion. Ross hatte das Interesse verloren und wandte sich anderen Dingen zu.
Es bestand keine Verbindung zur Ross Automobile Company, die ein paar Jahre später ebenfalls Automobile als Ross anbot.

## Fahrzeuge
Im Angebot standen ausschließlich Dampfwagen. Sie hatten einen Dampfmotor mit zwei Zylindern. Motor, Kessel und Tanks befanden sich vorne unter der Motorhaube. Nach eigenen Angaben war dies eine Neuheit bei einem Dampfwagen. Die Motorleistung von 25 PS wurde über eine Kardanwelle an die Hinterachse übertragen.
Das erste Modell von 1906 hatte ein Fahrgestell mit 274 cm Radstand. Es wurde als offener Tourenwagen mit Platz für fünf Personen angeboten. Das Leergewicht war mit etwa 1270 kg angegeben. Der Neupreis betrug 2800 US-Dollar.
1907 kam ein kleiner Runabout dazu. Sein Radstand betrug 254 cm.
1909 hatten beide Modelle den gleichen Radstand von 274 cm.
Das erste Kraftfahrzeug des Boston Fire Department stammte von Ross.

## Modellübersicht
| Jahr      | Modell | Zylinder | Leistung (PS) | Radstand (cm) | Aufbau                |
| --------- | ------ | -------- | ------------- | ------------- | --------------------- |
| 1906      | 25 HP  | 2        | 25            | 274           | Tourenwagen           |
| 1907–1908 | 25 HP  | 2        | 25            | 254           | Runabout              |
| 1907–1908 | 25 HP  | 2        | 25            | 274           | Tourenwagen           |
| 1909      | 25 HP  | 2        | 25            | 274           | Tourenwagen, Runabout |